# Benito Pigato
Benito Pigato (* 14. März 1944 in San Martino di Venezze) ist ein ehemaliger italienischer Radrennfahrer und nationaler Meister im Radsport.

## Sportliche Laufbahn
Pigato war im Straßenradsport aktiv. Er begann mit dem Radsport 1962 im Verein V.C. Mantovani Rovigo. Bei den UCI-Straßen-Weltmeisterschaften 1967 gewann er mit Lorenzo Bosisio, Flavio Martini und Vittorio Marcelli die Bronzemedaille im Mannschaftszeitfahren. 1968 gewann er erneut Bronze bei den UCI-Straßen-Weltmeisterschaften im Mannschaftszeitfahren mit Giovanni Bramucci, Flavio Martini und Vittorio Marcelli.
Als Amateur gewann er 1967 die Coppa Trombetti und die Trofeo delle Regioni. Bei den Mittelmeerspielen holte er Gold im Mannschaftszeitfahren. Im vorolympischen Straßenrennen in Mexiko-Stadt wurde er Zweiter. Bei den Spielen 1968 konnte er durch eine Verletzung jedoch nicht starten.
1969 wurde er Berufsfahrer im Radsportteam Gris 2000 und blieb bis 1970 als Radprofi aktiv. Im Giro d’Italia 1969 schied er aus. Nach anhaltenden Rückenbeschwerden beendete er 1970 seine Karriere.